# Édouard Manet
Édouard Manet (Paris, 23 de janeiro de 1832 — Paris, 30 de abril de 1883) foi um pintor e artista gráfico francês e uma das figuras mais importantes da arte do século XIX, considerado por estudiosos de artes plásticas como um dos mais importantes representantes do impressionismo francês, embora muitas de suas obras possuam fortes características do realismo.

Prefere os jogos de luz e de sombra, restituindo ao nu a sua crueza e a sua verdade, muito diferente dos nus adocicados da época. O trabalhado das texturas é apenas sugerido, as formas, simplificadas. Os temas deixaram de ser impessoais ou alegóricos, passando a traduzir a vida da época, e, em certos quadros, seguiam a estética naturalista de Zola e Maupassant.

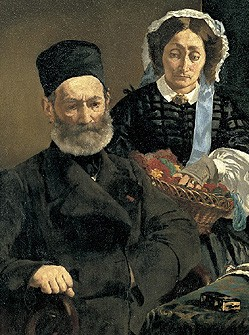
"Retrato do Sr. e Sra. Auguste Manet"

Manet era criticado não apenas pelos temas, mas também por sua técnica, que escapava às convenções acadêmicas. Frequentemente inspirado pelos mestres clássicos e em particular pelos espanhóis do Século de Ouro, Manet influenciou, entretanto, certos precursores do impressionismo, em virtude da pureza de sua abordagem. A esta sua liberação das associações literárias tradicionais, cômicas ou moralistas, com a pintura, deve o fato de ser considerado um dos fundadores da arte moderna. Suas principais obras foram: Almoço na relva ou Almoço no Campo, Olímpia, A Sacada, O Tocador de Pífaro e A Execução de Maximiliano.
A Primavera, obra-prima de 1881 de Manet, foi vendida em Novembro de 2014 por US$ 65,13 milhões em um leilão em Nova Iorque, um recorde de preço para uma obra do impressionista.

## Primeiros anos
Manet nasceu em Paris em 23 de janeiro de 1832. Seu pai, Auguste, era um alto funcionário do Ministério da Justiça e descendia de uma ilustre família burguesa da capital francesa. Sra Manet (cujo sobrenome de solteira era Fournier) era filha de um diplomata francês na Suécia. Manet tinha dois irmãos mais novos: Eugène e Gustave. Apesar da educação austera, Manet pode descobrir o mundo artístico graças a um tio, o capitão Édouard Fournier, que levava Édouard e seu irmão Eugène às galerias do Museu do Louvre para admirar os grandes mestres.
Aos 12 anos, Édouard foi enviado ao colégio Rollin (hoje liceu Jacques Decour), perto de Montmartre. Na escola, Édouard foi decepcionante: era pouco aplicado e um tanto insolente.
Os péssimos resultados obtidos por Édouard na escola fizeram sua família repensar nas ambições nutridas no filho primogênito, a família queria que Manet estudasse direito. Cientes que Édouard não tinha vocação para uma carreira jurídica seus pais não se opuseram ao seu desejo de tornar-se marinheiro. O primeiro fracasso ao tentar entrar na Escola Naval fez com que Édouard só entrasse para carreira de uma maneira menos nobre: pelo trabalho. Em dezembro de 1848, Édouard embarcaria no barco-escola "Havre et Guadeloupe" para o Brasil como um simples marinheiro. Se esta experiência não confirmou que Édouard não tinha vocação para a marinha lhe trouxe uma grande experiência. Foi no Brasil que ele desenvolveu um certo gosto pelo exótico, pelas mulheres e desenvolveu uma repulsa ao escravismo. Marcou-o muito a luminosidade da baia de Guanabara que haveria de deixar traços marcantes na sua maneira de pintar. De volta a França em junho de 1849, Manet novamente fracassaria ao tentar entrar para Escola Naval.

## Estudos de arte

O Bebedor de Absinto

Após os seguidos fracassos ao tentar entrar para Escola Naval, Manet consegue apoio de seus pais para estudar no ateliê do pintor e mestre Thomas Couture, onde ficou por seis anos. Thomas Couture tinha um estilo acadêmico, estudou na École des Beaux-Arts de Paris ("Escola de Belas Artes"), suas mais conhecidas obras foram Os Romanos e A Decadência.
Durante seis anos, Manet procurou aprender as bases técnicas da pintura e fez cópias de obras expostas no Louvre (cópias de obras de Ticiano, Velazquez, Tintoretto e Delacroix). Manet completou seu aprendizado viajando e conhecendo museus de outros países europeus (Itália, Países Baixos, Alemanha, Áustria e outros). Em uma das viagens à Itália, Manet copiaria Vênus de Urbino de Ticiano que seria sua inspiração para fazer anos depois Olympia.
Em 1852, Manet teve um filho ilegítimo com Suzanne Leenhoff. Suzanne tinha origem holandesa e era professora de piano. O pai de Manet se opôs ao casamento dos dois que só aconteceu depois que o Sr. Manet morreu.
No ano de 1856, Manet deixou o atelier de Couture por divergências artísticas. Segundo Couture, Manet não tinha tons intermediários entre a luz a e sombra. Para Manet, esses tons intermediários debilitavam a sombra e a luz, portanto ele acabava usando cores quase puras.

## Período hispânico

"O Cantor Espanhol"

Em 1859, Manet envia o seu primeiro trabalho ao Salão de Paris ("O Bebedor de Absinto"), obra realista influenciada pelas obras do pintor Gustave Courbet e também pela obra Menippe de Diego Velázquez. A obra foi recusada pelo Salão. O júri não estava aberto ainda para novas ideias. A imagem do bebedor apareceria em outro quadro de Manet, "O Velho Músico" de 1862.
Após o abandono do ateliê de Couture, Manet tinha um certo fascínio pela arte da Península Ibérica. Entre as suas obras da época estão: "Lola de Valência" (que retrata uma dançarina em trajes espanhóis tradicionais), "O Cantor Espanhol", "Jovem Homem em costume de Majo", "Bailado Espanhol" e "Mile V. em costume de espada" (cuja modelo foi Victorine Meurent vestida de toureiro). Estes dois últimos expostos no Salão dos Recusados de 1863. Seu período hispânico era influenciado pelas obras de Diego Velázquez.
Victorine Meurent teria um papel importante na obra de Manet, ele a conheceu durante seus estudos com Couture e a partir deste momento ela se tornaria uma modelo frequente de suas obras.
O quadro "O Cantor Espanhol" foi seu primeiro quadro exposto ao Salão de Paris em 1861 junto a obra "Retrato de Sr. e Sra. Auguste Manet" (um retrato de seus pais). O "Cantor Espanhol" ganhou destaque na exposição pelas suas cores vivas e ganhou menção honrosa, já "Retrato do Sr. e Sra Auguste Manet" era uma obra típica dos tempos do ateliê de Couture, uma obra mais clássica. A última obra sob a influência espanhola foi "O Homem morto" de 1864. Quando Manet o pintou, ele era bem maior e se chamava "Incidente na Tourada", porém ele acabou recebendo críticas devido à crueldade da cena e Manet, então, dividiu o quadro e sua maior parte recebeu o nome de "O homem morto".

## Glória e escândalos

"Olympia"

Manet era um jovem amigável e sociável. Quando começou a fazer sucesso foi prontamente aceito em círculos de intelectuais e aristocratas parisienses. Frequentava assiduamente os Jardins das Tulherias (Jardin des Tuileries em francês) com a presença constante de seu amigo, Baudelaire, local que serviu de inspiração para a obra Música nas Tulherias de 1862.
A obra A música nas Tulherias marca o seu rompimento com o realismo em sua primeira obra impressionista. Há a presença de pessoas bem próximas a Manet retratadas nesta obra, entre elas Baudelaire e Eugène Manet, seu irmão. Baudelaire e Manet já se conheciam desde 1858, mas tornaram-se grandes amigos tempos depois.

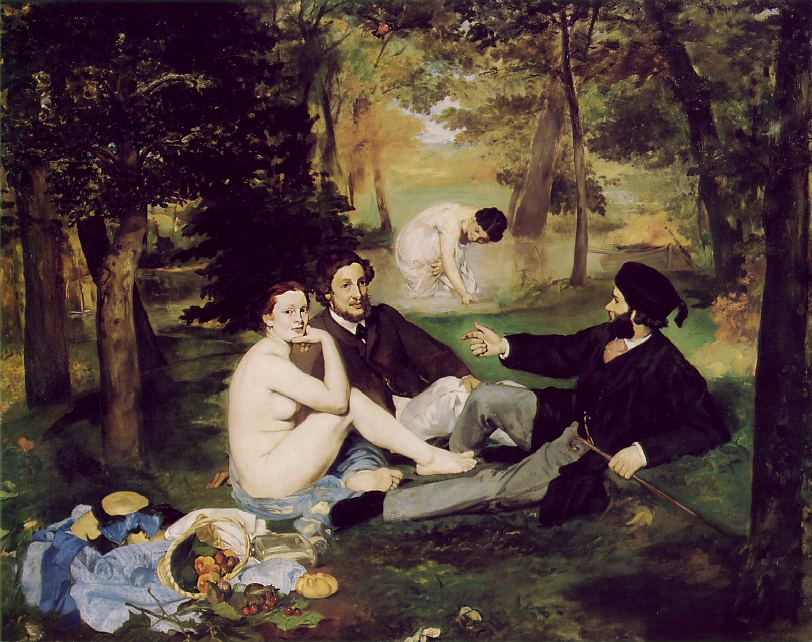
"Almoço na Relva" de 1863

A partir de 1863 surgiu o Salão dos Recusados, onde quadros que não entravam no salão oficial poderiam ser expostos ali. Manet expôs neste salão de 1863 três quadros: "Victorine Mereunt em costume de toureiro", "Rapaz em costume espanhol" e "Almoço na relva". O quadro "Almoço na Relva" foi um escândalo para a época pela nudez que alguns acharam vulgar, ele trazia dois homens vestidos e uma mulher nua. Suzanne Leenhoff (sua mulher) e Victorine Meurent (sua modelo preferida) posaram para a composição da mulher nua, sendo o corpo de Suzanne e o rosto de Victorine.
"Olympia", pintada em 1863 mas só apresentada ao público em 1865, causou reações contrárias mais fortes do que "Almoço na relva". Era um retrato de uma jovem prostituta nua e havia uma referência audaciosa à obra de Ticiano (Vênus de Urbino). A modelo novamente foi Victorine Meurent retratada nua e aos seus pés um gato negro ao invés de um cachorro como no quadro de Ticiano. Em uma atmosfera erótica havia também falta de perspectiva (técnica onde se vê o tamanho certo dos objetos em relação a distância).

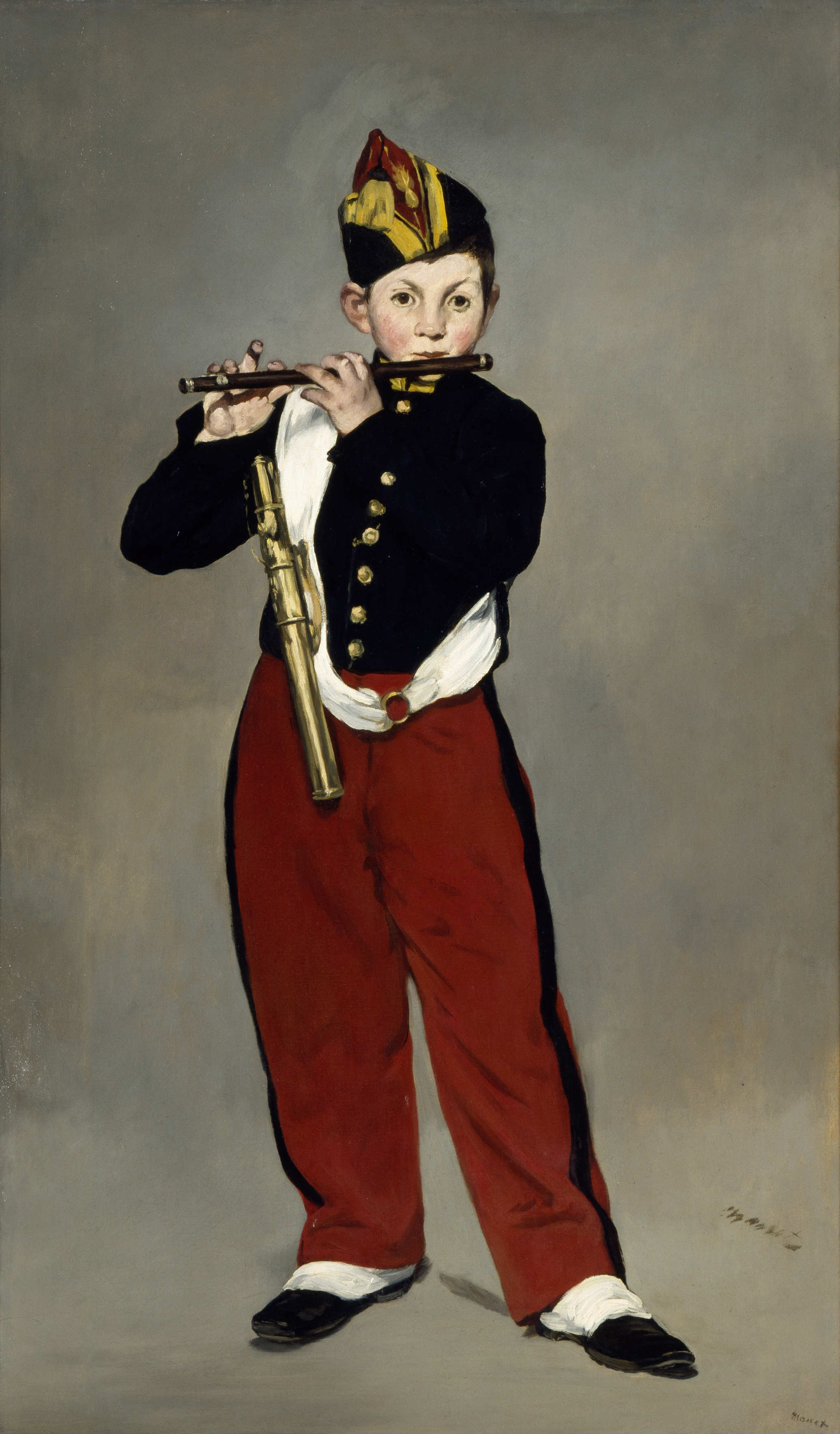
"O tocador de Pífaro"

Neste mesmo ano o pai de Manet morreria e ele acabaria se casando com Suzanne Leenhoff pouco após a morte dele. Suzanne foi retratada em muitos quadros de Manet entre eles "A ninfa surpresa" (de 1861), "A leitura" (de 1865) e "Suzanne Manet em seu piano" (de 1867). Manet tinha tido um filho com Suzanne, Léon Leenhoff, mas jamais reconheceu sua paternidade. Léon também posaria para vários quadros entre sua infância e adolescência, entre eles "As bolas de sabão" (de 1867) e "O almoço no Ateliê" (de 1868). Este último presente na exposição do Salão de Paris de 1869.

No ano de 1867, "O tocador de Pífaro" foi recusado no Salão Oficial de Paris. Fato que fez com que Émile Zola escrevesse um artigo no L’Événement defendendo a tela (Zola seria retratado por Manet em 1868, quadro que foi aceito no Salão do mesmo ano). No ano seguinte, 1867, após ser excluído do Salão Internacional, promoveu com seu próprio dinheiro uma exposição de suas obras, mas, sem sucesso de público, a exposição foi um fracasso. 

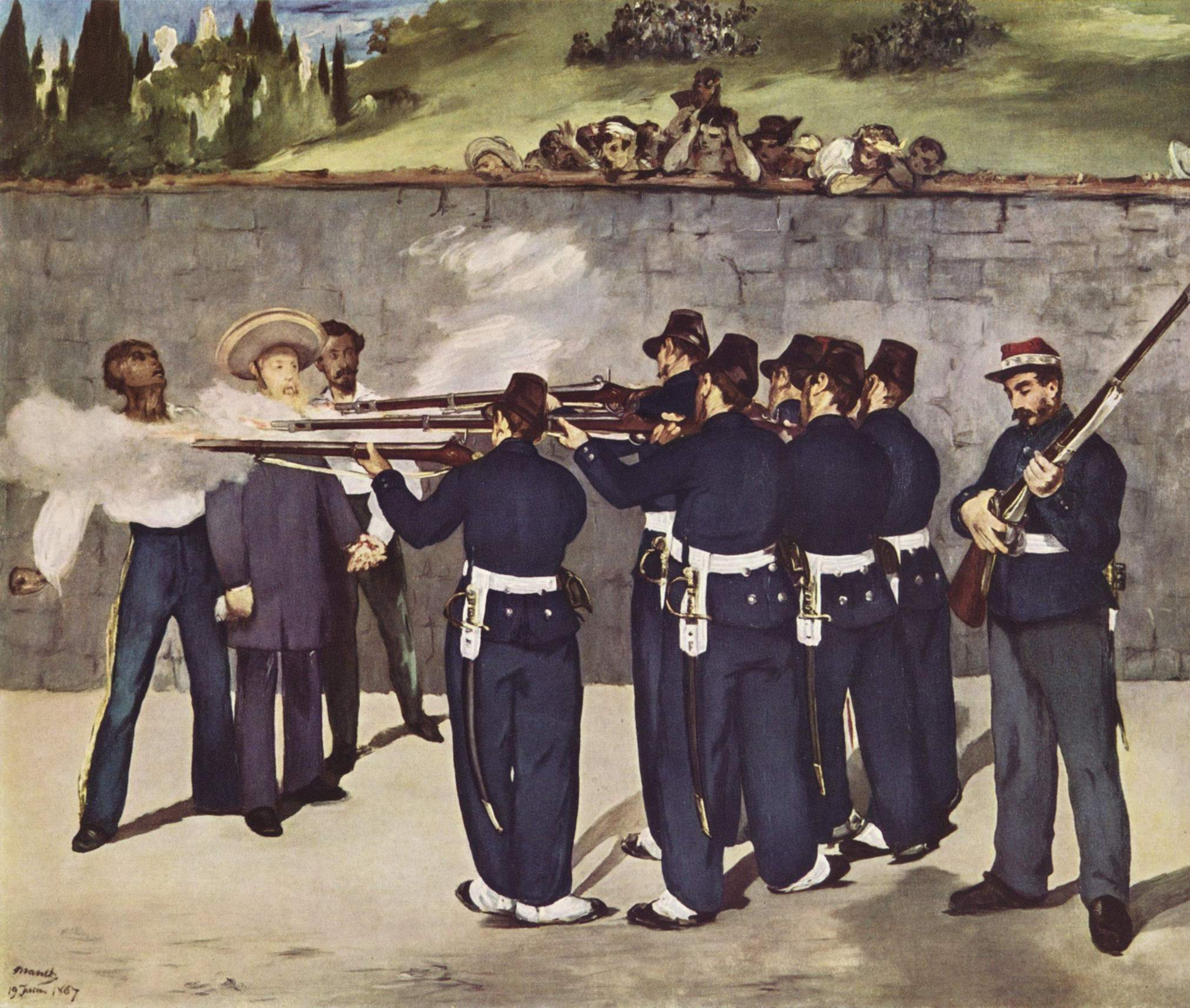
A Execução de Maximiliano, obra de 1867

No mesmo ano ele pintou A Execução de Maximiliano (L'Exécution de Maximilien), uma obra de indignação em relação à morte de Maximiliano de Habsburgo abandonado por Napoleão III no México. Manet trabalhou mais de um ano na produção de uma grande tela histórica e comemorativa. O resultado é claramente inspirado em "Três de Maio" de Goya mas com um resultado totalmente diferente.
Em 1868, Manet entraria para o Salão Oficial com "Retrato de Émile Zola" e "Mulher com papagaio". A partir deste ano, ele passaria seus verões em Boulogne-sur-Mer, cidade litorânea francesa da região de Pas-de-Calais. Lá ele realizaria algumas marinhas entre outras como "Clarão da lua sobre o porto de Boulogne" e a "Partida do Vapor Flokestone" ambas de 1869.
No salão de 1869, colocou duas obras no Salão Oficial: "O balcão" e "Almoço no Ateliê". "O Balcão" que não foram bem recebidos pelos críticos pela sua falta de perspectiva. Neste quadro aparece a figura de Berthe Morisot, jovem pintora que ao conhecer Manet no Louvre tornou-se uma grande amiga e acabou sendo retratada em vários de seus quadros. Berthe acabou casando-se posteriormente com o irmão de Manet, Eugène. Entre os quadros mais famosos em que Berthe foi modelo estão o "Berthe Morisot de Chapéu Preto" e " Retrato de Berthe Morisot reclinada" ambos de 1872, além de "O balcão".
Em 1870, com a guerra franco-prussiana, Manet levou sua família a fronteira da Espanha e alistou-se na Guarda Nacional. Ele passou o ano de 1874 em Bennevilliers perto de Argenteuil onde seus amigos Monet e Renoir estavam na maior parte do tempo pintando ao ar livre. Ao visitar Monet em Argenteuil, Manet e ele saíram de barco pelo rio Sena para pintar. Desta época entrou para o salão de 1875 seu quadro "Monet em seu barco estúdio". Em 1876, Manet faria uma exposição particular com muito sucesso.

No ano de 1881, Manet ganharia o direito de participar permanentemente do Salão Oficial sem julgamento prévio. Em 1882, Manet apresentou seu último quadro pintado "Bar em Folies-Bergère" no Salão de Paris.

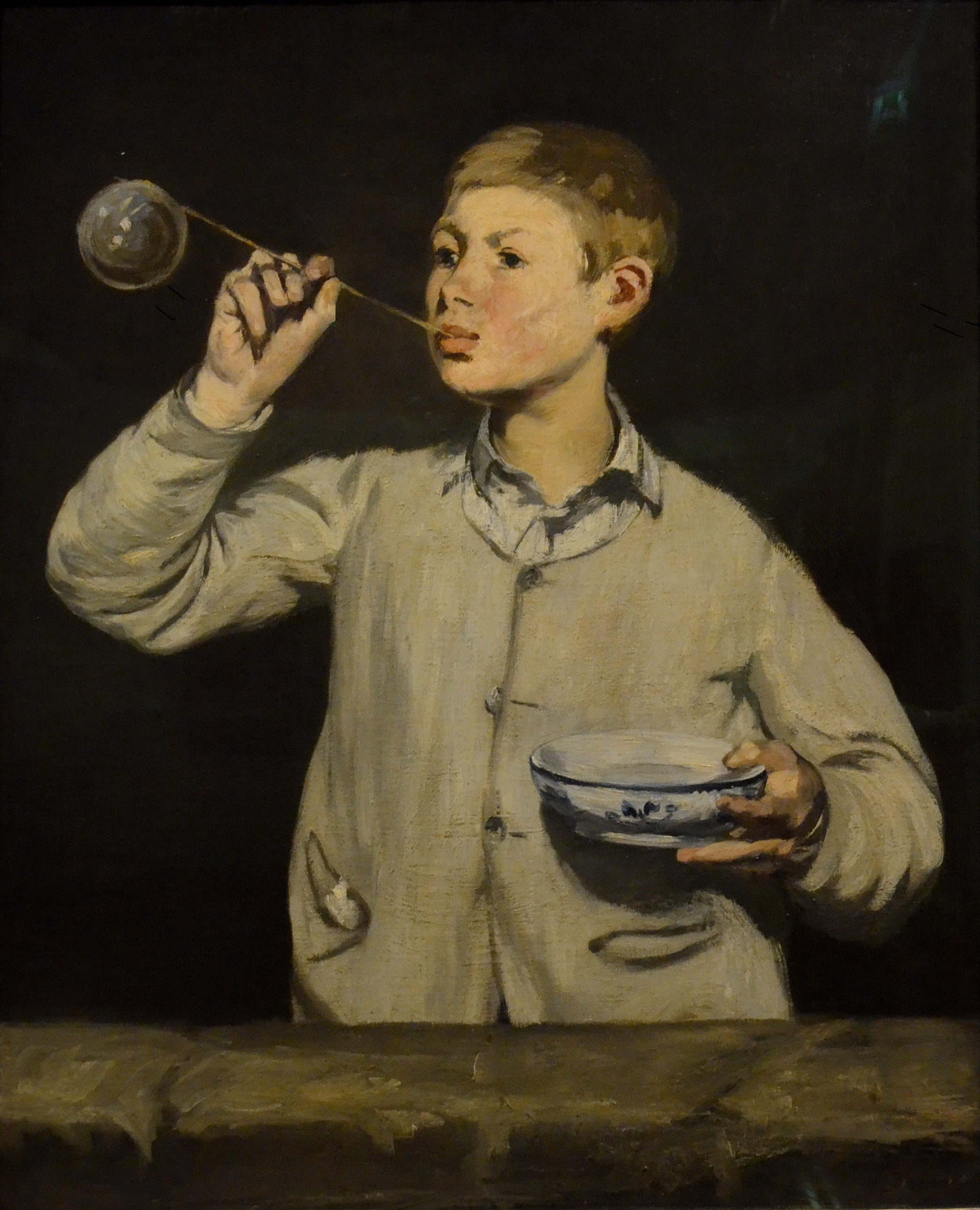
As bolas de sabão (1867), Manet apresenta a fugacidade da vida, um tema que por tradição as bolas de sabão representam na pintura

## Morte
Manet contraiu sífilis o que lhe causou muitas dores e paralisia parcial. Em 1883, Manet tem a perna esquerda amputada devido a gangrena e morreu dias após. Ele tinha 51 anos quando morreu e está enterrado no Cemitério de Passy em Paris.

## Leilão
Em 26 de fevereiro de 2021 foi leiloada em Paris a pintura de um cão que o artista pintou em 1879, e permaneceu sempre na mesma família. Depois de atingir 520 800 €.